# Crimson (Alkaline Trio)
Crimson è il quarto album in studio del gruppo statunitense pop punk Alkaline Trio. È stato pubblicato nel 2005 per la Vagrant Records.
L'album è stato pubblicato anche in un'edizione speciale, contenente anche un secondo disco, con canzoni live e demo.

## Tracce

### Crimson
Testi e musiche di Dan Andriano, Derek Grant e Matt Skiba.
1. Time to Waste – 4:11
2. The Poison – 2:04
3. Burn – 4:05
4. Mercy Me – 2:49
5. Dethbed – 3:03
6. Settle for Satin – 3:49
7. Sadie – 4:39
8. Fall Victim – 3:18
9. I Was a Prayer – 2:36
10. Prevent This Tragedy – 3:06
11. Back to Hell – 2:54
12. Your Neck – 3:15
13. Smoke – 3:00

### Crimson (Deluxe Edition) Disco 2
1. Time to Waste (Demo) – 3:24
2. The Poison (Demo) – 1:34
3. Burn (Demo) – 2:57
4. Mercy Me (Demo) – 3:12
5. Deathbed (Demo) – 2:56
6. Settle for Satin (Demo) – 3:31
7. Sadie (Acustica Live) – 3:19
8. Fall Victim (Demo) – 3:04
9. I Was a Prayer (Acustica) – 2:54
10. Prevent This Tragedy (Demo) – 3:40
11. Back to Hell (Demo) – 2:56
12. Your Neck (Demo) – 3:14
13. Smoke (Demo) – 3:07
14. Time to Waste (Acustica) – 4:21
15. Time to Waste (Video)
16. Mercy Me (Video)
17. Burn (Video)

## Formazione
- Matt Skiba - voce, chitarra
- Dan Andriano - voce, basso
- Derek Grant - batteria